# Веселовский, Сергей Феофанович
Серге́й Феофа́нович Весело́вский (1878 — ?) — украинский общественный и политический деятель, учёный-экономист, ректор Киевского политехнического института (1920—1921).

## Биография
Родился в 1878 году в с. Кузьмин Староконстантиновского уезда Волынской губернии Российской империи (ныне Хмельницкий район Хмельницкой области Украины). Окончил Императорский Санкт-Петербургский университет.
После окончания университета работал доцентом Киевского политехнического института, был членом в терминологической комиссии института.
7 марта 1917 года стал одним из основателей Украинского технического агрономического общества «Труд», объединившего украинскую научно-техническую интеллигенцию и кооперативных деятелей, для изучения и анализа состояния экономики Украины, и разработки планов её экономического развития.
Был членом Всеукраинского национального съезда и членом Украинской социал-демократической рабочей партии.
В 1917 году — член Украинской Центральной Рады, писарь и председатель агитационной комиссии. На первом общем собрании Украинской Центральной Рады был избран членом Комитета Украинской Центральной Рады, а на 5-м Общем собрании избран товарищем председателя.
В 1918 — Генеральный консул Украинского Государства в Петрограде.
С 1918 — на преподавательской работе в Киеве, в частности читал лекции на курсах внешкольного обучения, организованных Министерством образования.
С 1918 — экстраординарный профессор кафедры статистики Киевского государственного украинского университета.
Со 2 апреля 1919 — член президиума, заместитель председателя Сельскохозяйственного Научного Комитета Украины, заведующий экономической секцией.
С 1920 по 1921 год — ректор Киевского политехнического института.
С 1924 — профессор, заведующий кафедрой экономики сельского хозяйства Киевского сельскохозяйственного института.
В 1930-х годах был репрессирован, со временем эмигрировал. Дальнейшая судьба неизвестна.